# Das ovale Porträt

Thomas Sullys Bild von Frances Allan wurde 2002 aus dem Valentine Museum in Richmond gestohlen.

Das ovale Porträt (engl.: The Oval Portrait) ist eine 1842 erstmals unter dem Titel Der Tod im Leben (Life in Death) veröffentlichte Kurzgeschichte von Edgar Allan Poe, die das Verhältnis von Kunst und Leben thematisiert. Sie ist einer seiner kürzesten Prosatexte.

## Inhalt
Der Ich-Erzähler hat sich, nachdem er aus Gründen, die ungeklärt bleiben, verwundet wurde, mit seinem Diener in eine verlassene Burg im Apennin geflüchtet, die nicht nur komplett, sondern prachtvoll eingerichtet ist. Auf dem Kissen seines Betts findet er ein Buch, das die Geschichte der Kunstgegenstände beschreibt, mit denen der Raum geschmückt ist. Er korrigiert die Stellung des Kandelabers, um besser lesen zu können. Dabei fällt dessen Licht in einen bisher unausgeleuchteten Winkel, in dem das Brustbild eines eben zum Weibe reifenden jungen Mädchens hängt, dessen Anblick den Erzähler so sehr erschüttert, dass er die Augen schließt. Er öffnet sie wieder, analysiert die starke Wirkung, die das Bild auf ihn hat, und resümiert:
Des Bildes Zauber hatte sich mir entdeckt: In einer absoluten Lebensähnlichkeit des Ausdrucks, die, anfangs nur verblüffend, mich schließlich überwältigte, verstörte und entsetzte.
Das Buch enthüllt ihm die Geschichte des Bildes: Es stellt die Frau eines Malers dar, die immer eifersüchtig auf die Kunst ihres Mannes war, weil sie ihr seine Gegenwart raubte. Deshalb willigte sie ein, ihm Modell zu sitzen für ein Porträt. Je leidenschaftlicher sich der Maler seinem Werk widmete, desto mehr welkte sein Modell dahin:
Er wollte nicht sehen, wie die Tönungen, die er darauf (auf dem Bild) verteilte, den Wangen des Wesens entzogen wurden, das neben ihm saß.
Als das Bild fertig ist,
befiel ein Zittern ihn und große Blässe, Entsetzen packt’ ihn, und mit lauter Stimme rief er: „Wahrlich, das ist das Leben selbst!“ und warf sich jählings herum, die Geliebte zu schauen – sie war tot.

## Deutung
Poe thematisiert die Theorie, dass darstellende Kunst etwas Vampirisches an sich habe, dass sie dem dargestellten Objekt gleichsam das Leben aussauge, eine magische Vorstellung, die zur Idolatrie wie zum Bilderverbot führen kann. Poe war Zeitzeuge der Erfindung der Photographie, und manche der Fotos von ihm machen ihrerseits den Eindruck, als hätten sie ihn das Leben gekostet (sie entstanden zum größten Teil in seiner letzten Lebensphase). Zugleich aber verbirgt sich in Das ovale Porträt ein Hinweis auf den Verlust von Mutter und Ziehmutter, der Poe traumatisiert hatte. Der Icherzähler erwähnt, um das Bild zu beschreiben, den lange in Richmond, Poes Heimatstadt, dann gleichzeitig mit Poe in Philadelphia ansässigen Maler Thomas Sully, der Porträts der beschriebenen Art gefertigt habe. Sully hat das Porträt von Frances Allan gemalt, der Ziehmutter Poes. Die wunderschöne junge Frau, die der Ich-Erzähler mit einem Reh vergleicht, ist für ihn also keine Unbekannte, sondern ein innig geliebter Mensch, dessen früher Tod den Dichter schutzlos der Willkürlichkeit seines Ziehvaters auslieferte (den er sicherlich für ihren Tod mitverantwortlich machte). So ahnt man dann auch, wer wohl der Namenlose war, der ihn so schwer verwundete. Zugleich sieht Poe sich aber auch selbst als den aussaugenden Künstler, denn an seiner Seite siechte seine Ehefrau und Cousine Virginia Clemm, Modell seiner Frauenfiguren, an Tuberkulose dahin. Die Verlegung der Erzählung nach Italien erlaubt es Poe, sich ein wenig über die Meisterin des Schauerromans, Ann Radcliffe zu belustigen, die er in der Einleitung ausdrücklich erwähnt.

## Publikations- und Entstehungsgeschichte
Das ovale Porträt wurde 1842 erstmals in Graham's Magazine unter dem (aus Samuel Taylor Coleridges The Ancient Mariner entnommenen) Titel Der Tod im Leben publiziert. In dieser Version nimmt der verwundete Icherzähler seine Zuflucht zu einer Portion Opium, um endlich wieder schlafen zu können. In der zweiten, 1845 im Broadway Journal veröffentlichten Version ist der Titel The Oval Portrait. Hier hat Poe diese Einleitung gestrichen – vielleicht aus Sorge, der Leser könnte die Geschichte als bloße Halluzination abtun. Angeregt haben könnte Poe eine Erzählung von E. T. A. Hoffmann: Die Jesuiterkirche zu G., in der freilich der darstellenden Kunst kein vampirischer Charakter unterstellt, sondern behauptet wird, dass der Künstler ein Ideal, eine Muse braucht, die er keinesfalls heiraten sollte, weil sie dann den Zauber, den sie aus der Distanz ausübt, verliert.